# Íris Stefanelli
Irislene "Íris" Stefanelli (Tupã, 23 de julho de 1979) é uma atriz, repórter e apresentadora de televisão e rádio brasileira. Após sua participação no reality show Big Brother Brasil, da Rede Globo, passou a integrar a equipe de apresentadores da RedeTV! em julho de 2007. Além da televisão, participou como apresentadora na rádio Transamérica Pop no período de março a julho de 2008 e atuou no teatro, nas peças A Invasão (Dias Gomes), A Gaivota (Anton Tchekhov), As Desgraças de uma Criança (Martins Pena), Terror e Miséria no Terceiro Reich (Bertolt Brecht) e Hamlet-Machine (Heiner Müller).
Recebeu vários prêmios, ganhando três vezes o Prêmio Mãos e Mentes que Brilham (2008, 2009 e 2010), duas vezes o Troféu Mulher, Linda Mulher (2008 e 2011), o Prêmio Personalidade (2007 e 2008) e o Troféu Super Cap de Ouro, nas categorias Revelação (2008) e Apresentadora (2009).
Íris sonhava em trabalhar na televisão desde criança, e, após se tornar apresentadora, comentou:
| “ | Sempre quis isso e sempre acreditei no meu potencial. Hoje estou vendo que acreditar em você é a melhor forma de alcançar seus sonhos. | ” |

## Biografia
Natural de Tupã, cidade do oeste do Estado de São Paulo, filha de Aparecida Clarice Stefanelli e Antônio Carlos Stefanelli, um representante comercial, e irmã mais velha de Everton, família de escassos recursos financeiros. Aos 17 anos de idade, quando a família decidiu ir para Uberlândia, município do estado de Minas Gerais, em busca de mais oportunidades, Íris não aceitou muito bem a mudança. Em Tupã, tinha muitas amigas, jogava vôlei de graça e fazia judô. Já em Uberlândia morava longe e não conhecia ninguém. Contrariada, foi para a casa de uma tia em Barueri, interior paulista. Nessa época, Íris soube que tinha hipotireoidismo. Porém, bastou descobrir que não poderia passear sozinha para voltar para a casa dos pais. Em Uberlândia, cursou a faculdade de enfermagem até o penúltimo período e trabalhou como sacoleira para custear os estudos. Com o objetivo de melhorar a situação financeira da família, interrompeu o curso a seis meses antes da formatura para entrar no reality show Big Brother Brasil.
Sua primeira aparição na mídia ocorreu na sétima edição do Big Brother Brasil. Ela foi eliminada na sétima semana, recebendo 57% dos votos do público ao disputar um  paredão com o participante Diego, que viria a ser o vencedor da edição. Sua participação no programa lhe rendeu uma notoriedade nacional. Nessa temporada, houve um intercâmbio entre o reality show do Brasil e da Argentina, e Íris conquistou a audiência em sua participação especial no reality show Gran Hermano 4 da Telefe (Argentina) em março de 2007, a atração atingiu picos de 48 pontos, com média de 45. Desde então, passou a aparecer com frequência na mídia, ganhando diversos prêmios, sendo capa de várias revistas de circulação nacional e participando de muitas campanhas publicitárias, além de marcar presença em eventos e desfiles.
Foi a personalidade que reuniu mais internautas simultaneamente no chat da Globo.com em 2007, batendo recorde também no site Paparazzo. Realizou um trabalho de nu artístico para a Playboy brasileira, estampando a capa da edição de aniversário, sendo a campeã de vendas da revista em 2007. Os blogs e sites dedicados a "Siri" (o nome Íris ao contrário) – como foi apelidada na adolescência – são recordistas de visitas na Internet brasileira. É musa do São Paulo Futebol Clube.
Íris também ganhou uma homenagem voltada ao público infantil, a "Sirizinha" e a "Sirizinha Baby", personagens criadas por Rogério Martins e Robson Rocha.  A ideia surgiu em consequência do carinho que ela recebe do público infantil. A personagem é uma "caipira moderna" que gosta de tecnologia e do contato com a natureza. Com seus amiguinhos, a Turminha do Bem, Sirizinha irá ajudar a salvar o mundo fantástico de Mirabilis (o nome do mundo foi inspirado na flor que Íris usou nos cabelos durante toda a sétima edição do reality show Big Brother Brasil), quando o beija-flor Selinho a chama para lutar contra o Cara, um vilão misterioso que quer acabar com a magia do mundo das flores. Em dezembro de 2007, criou sua grife baseada na personagem Sirizinha. Em 2008, lançou uma nova coleção de roupas infantis da grife.

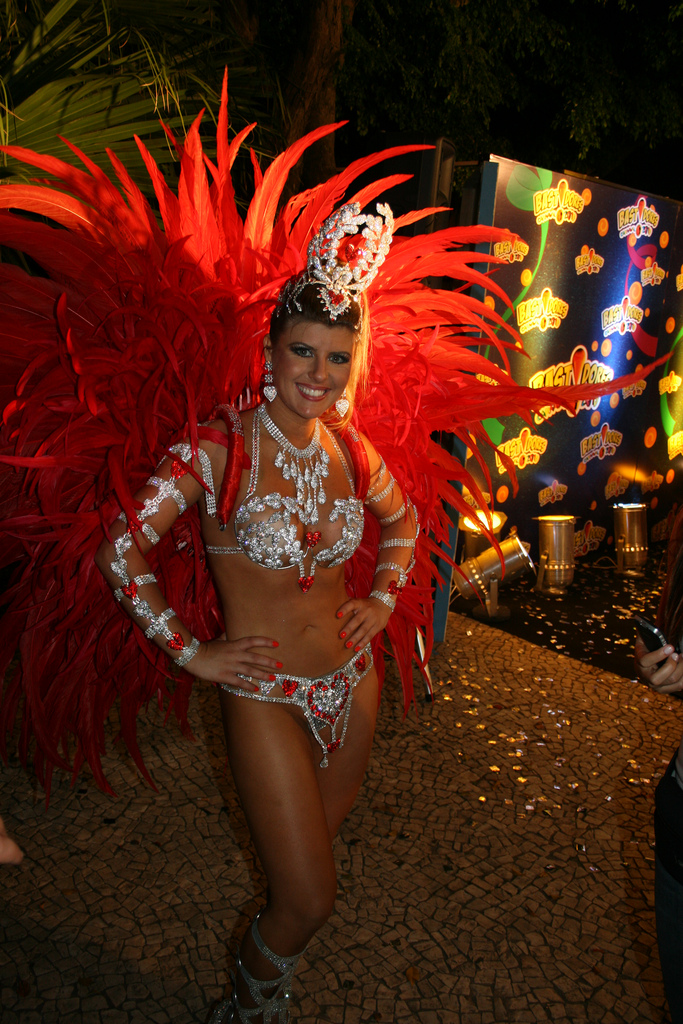
Escola de Samba Leandro de Itaquera (2010)

Estreou como blogueira, no blog hospedado pelo IG ("Blog da Íris"), para comentar a oitava edição do Big Brother Brasil. Foi ponderada nos comentários para não influenciar as decisões dos leitores. Com o objetivo de investir mais na carreira, passou a frequentar as aulas da Escola Superior de Artes Célia Helena e o curso de teatro Escola de Atores Wolf Maya, em 2008. Em 2011, graduou-se em artes cênicas pela Escola Superior de Artes Célia Helena, uma das instituições mais tradicionais e conceituadas de formação de atores do país.
No carnaval de 2008, Íris foi madrinha da ala das crianças na escola de samba paulista Tom Maior e desfilou na ala da diretoria da Acadêmicos do Grande Rio. No ano seguinte, estreou na avenida como madrinha de bateria da escola de samba paulista Leandro de Itaquera e destaque de chão da Acadêmicos do Grande Rio. Em todos os desfiles, empolgou o público do sambódromo.
Na vinheta do carnaval de 2010 da Rede Globo, Íris participou como madrinha de bateria da Leandro de Itaquera. Uma das celebridades mais aguardadas do carnaval 2010 no Anhembi, Íris foi ovacionada pelo público ao desfilar pela escola Leandro de Itaquera como madrinha de bateria. Depois de São Paulo, Íris desfilou como uma das musas da escola de samba Grande Rio. Foi eleita pelos internautas a musa do carnaval paulista.
Pelo terceiro ano consecutivo, Íris entrou na avenida como madrinha de bateria da Leandro de Itaquera, enfrentando uma forte chuva no Sambódromo do Anhembi numa madrugada de segunda-feira de 2011. Nesse mesmo ano no dia seguinte, desfilou na passarela do samba sob intensa chuva pela Acadêmicos do Grande Rio. A partir do carnaval de 2012, Íris não participou dos desfiles das escolas de samba para poder se dedicar mais à cobertura dos bastidores dos desfiles pela RedeTV!.
| “                                                         | Íris Stefanelli: simpatia e beleza à frente da bateria vermelho e branco. A cuíca ronca para a madrinha da bateria. O ronca-ronca da cuíca no contra-tempo do samba. Mais cuíca para a loura dizer no pé. A cuíca persegue a loura pela passarela do samba. Só no sapatinho, dourado e saltão. Vestidinho na cor da escola, mas muito bem comportado. Sem defeito: é nota dez para a madrinha do leão de Itaquera. | ” |
| — Comentário do colunista da Veja, Julio Cesar de Barros. | |   |

## Vida pessoal
Em maio de 2008, Íris Stefanelli começou a namorar o empresário Jerônimo Teixeira, com quem noivou em 20 de novembro de 2010. O noivado foi celebrado com uma festa em Uberlândia, onde moram os familiares dos noivos. Em junho de 2012, eles rompem o noivado. O casal não teve filhos. Em 2021, Íris falou sobre o sonho de ser mãe: "A vontade de ser mãe é gigante. Já congelei óvulos, vou congelar mais e não passa de dois anos (para ficar grávida)", declarou em entrevista.

## Carreira

### Televisão
Após o Big Brother Brasil, Íris foi convidada a integrar o programa TV Fama, da RedeTV!. Em julho de 2007, estreou fazendo reportagens, levando o programa a atingir a vice-liderança no horário, e logo assumiu o papel de apresentadora regular. Em setembro de 2009, estreou o quadro semanal no programa, intitulado Profissão Perigo, exibindo o dia a dia de uma profissão de risco. Dividiu o comando do programa com Nelson Rubens e Adriana Lessa de julho de 2007 até abril de 2010, quando o programa passou por uma reformulação e Íris e Adriana Lessa foram substituídas por Flávia Noronha. Nesse período entrevistou várias celebridades, entre elas a cantora Ivete Sangalo, o cantor Leonardo e o apresentador João Gordo. Em maio de 2010, com a estreia do novo formato do programa, Íris começa a trabalhar como repórter do programa e assume a apresentação do quadro Invasão.  Nesse quadro, Íris realiza reportagens e entrevistas especiais, e já efetuou uma série de entrevistas, entre elas com a cantora Claudia Leitte, o ator Bruno Gagliasso, o técnico de futebol Luiz Felipe Scolari, os jogadores de futebol Robinho e Neymar.

"Íris está fantástica, valorizando todas as reportagens que faz."

— Comentário do jornalista James Akel.
Em setembro de 2011, estreou sua coluna semanal Bastidores da Fama no Portal da RedeTV!. Nesse espaço, Íris revela o que acontece por trás das câmeras durante as gravações do TV Fama. Em setembro de 2013, assinou contrato com a Ultrafarma, trabalhando como repórter do quadro Calculadora Digital, no ar pela RedeTV! e TV Gazeta. Ela realiza entrevistas com os clientes nas lojas da Ultrafarma, divulgando os menores preços e melhores opções para economizar. Em dezembro de 2013, atuou no elenco de Cortiço Treme Treme, especial de fim de ano da RedeTV!. Na comédia, ela interpretou uma sacoleira. Em 2014, Íris passou a fazer a entrega dos prêmios da Tele Sena, veiculado nos intervalos comerciais do SBT, e voltou ao comando do TV Fama, ao lado de Nelson Rubens, durante a licença-maternidade de Flávia Noronha. Em novembro do mesmo ano, Íris passa a integrar o time de apresentadores do Muito Show, também da RedeTV!, desligando-se do TV Fama em busca de novos desafios profissionais.
Em junho de 2015 torna-se apresentadora do Te Peguei, programa de pegadinhas da RedeTV!, e volta ao TV Fama como repórter do quadro Na Cola do Artista, exibido semanalmente. Em junho de 2016, Íris passou a integrar o elenco do programa João Kléber Show e é uma das participantes fixas. Em dezembro de 2016, começou a apresentar o programa Tá Sabendo? com Thiago Rocha. Em março de 2018, Íris Stefanelli, assim como outros, deixa a RedeTV!. Em 2021, foi recrutada para o No Limite 5, que teria elenco só de participantes do Big Brother. Foi a 7ª eliminada do No Limite.

### Rádio
Em 2008, depois de uma entrevista concedida ao Transalouca, programa diário de humor e entrevista da rádio Transamérica Pop, foi convidada para fazer parte do quadro de apresentadores do programa, onde permaneceu até o dia 30 de julho. Decidiu sair do programa para se dedicar mais ao curso de teatro.

### Teatro
Estreou no teatro em junho de 2009, na peça A Invasão, de Dias Gomes, que narra a história de um grupo de favelados que perdem seus barracos em consequência de uma enchente e invadem uma construção abandonada. Na encenação, Íris interpretou a personagem Malu (filha de trabalhadores que vieram do interior da região norte para "tentar" a vida na cidade grande), que é seduzida pela cidade grande, quer ficar e arrumar um homem rico.
Íris comenta após o espetáculo:
| “ | É uma emoção única subir ao palco. É maravilhoso! Esse é mais um degrau que subo na minha vida e, com certeza, mais um sonho a se tornar realidade. | ” |

Em dezembro de 2009, Íris subiu ao palco novamente, desta vez encarnando a personagem Polina Andryevna (esposa do administrador de Sorin) na peça A Gaivota, de Anton Tchekhov, uma comédia baseada na história de um jovem escritor romântico.
Em junho de 2010, Íris voltou aos palcos com a peça As Desgraças de uma Criança, de Martins Pena, que mostra as peripécias amorosas de dois conquistadores com duas garotas, interpretando a personagem Madalena (babá que trabalha em uma casa de família e é assediada pelo pai da patroa dela). Em dezembro de 2010, Íris viveu dois papéis dramáticos (mãe de um menino que estudava na escola de Hitler e a filha que sofreu com a morte do pai na guerra) na peça Terror e Miséria no Terceiro Reich, de Bertolt Brecht, um drama sobre o panorama da sociedade alemã sob o domínio nazista.
Íris se apresentou em Intervenção da peça Coração, de Heiner Müller, em junho de 2011. Encarou mais um desafio na sua trajetória como atriz em julho de 2011, encenando a peça Hamlet-Machine, de Heiner Müller, na qual aparecem as catástrofes da história e da cultura ocidental, além da crise do artista e intelectual, dividido entre o desejo de se transformar em uma máquina sem dor ou pensamentos e a necessidade de ser um historiador do século XX. Em janeiro de 2018, Íris interpretou a personagem Ana Pimentel (esposa de Martim Afonso de Sousa) na encenação da fundação da Vila de São Vicente.

### Participações
Desde 2007, Íris vem participando de vários programas de televisão e rádio. No programa Zorra Total em 2007, contracenou com o casal trambiqueiro Elza e Agadir, interpretados respectivamente por Alexandra Richter e Luís Salem. Na história, os dois personagens vivem de golpes e vão tentar faturar com Siri. Aceitou o convite do Fantástico, no mesmo ano, para viver um dia de sacoleira no Brás. No programa A Turma do Didi, contracenou com Renato Aragão. No Video Music Brasil 2007, foi convidada pela diretoria do Vídeo Music Brasil para entregar, juntamente com o cantor Jimmy, do Matanza, o prêmio Melhor Clipe do Ano. No programa Descarga MTV, em 2009, fez participação no quadro Teste de Assistente de Palco. Participou do quadro Correndo sobre a água do programa Pânico na TV (RedeTV!, 2010). Em 2012, Íris participou da estreia do programa Sexo a 3, na RedeTV!. Em  2013, no quadro de culinária do programa Se Liga Brasil, na RedeTV!, ela ensinou a preparar o prato Escondidinho de Carne ao lado da chef Heaven Delhaye. No mesmo ano, no Visão Especial do programa Todo Seu, Íris foi convidada para falar sobre qual é o preço da fama, na TV Gazeta. Participou de provas no Cante se Puder, do quadro Jogo das Três Pistas do Programa Silvio Santos, no SBT e do quadro Sem Saída do programa CQC, na Band.
Participou também de outros programas, como Domingão do Faustão, Vídeo Show, Mais Você, Altas Horas - todos em 2007 -, Bom Dia Mulher (RedeTV!, 2007/2008), Pânico (rádio Jovem Pan FM, 2007/2009), A Tarde é Sua (RedeTV!, 2007-2009), Manhã Maior (RedeTV!, 2009-2011), Superpop (RedeTV!, 2007/2008/2010), Ritmo Brasil (RedeTV!, 2010), Caçadores de Aventuras (RedeTV!, 2010) e Hebe (RedeTV!, 2011).

## Campanhas beneficentes

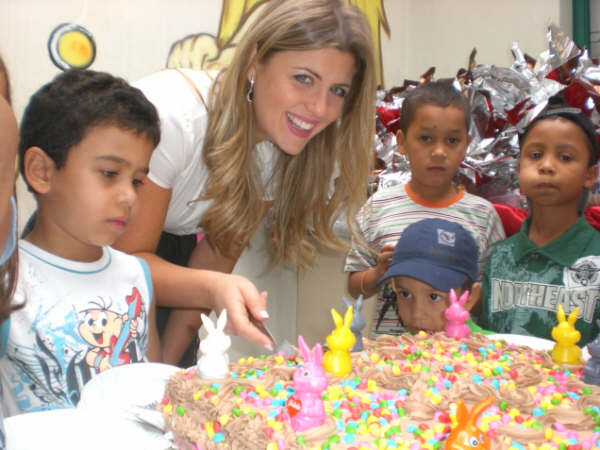
Stefanelli com as crianças do CACAU

Madrinha da instituição CACAU (Centro de Apoio à Criança com Anomalia Urológica)
O engajamento na associação aconteceu em 2007, ao ser convidada pelo Chefe do Núcleo de Urologia Pediátrica da Escola Paulista de Medicina - NUPEP (Professor Antonio Macedo Jr.) para participar da Festa de Natal do CACAU, por ter carisma e grande identificação com as crianças. Desde então, o CACAU conta com a presença de Íris em todos os eventos realizados pela instituição, sejam eventos de cunho social (festas de Páscoa, Dia das Crianças, Natal) ou científico (workshops, seminários).
Íris comenta sobre a associação:
| “ | O CACAU é um presente de Deus. Vocês não imaginam a emoção que é toda vez que vou até lá e vejo aqueles rostinhos lindos e felizes com a minha simples presença. É realmente uma bênção em minha vida. | ” |

Campanha da Amamentação 2008 em Uberlândia, Minas Gerais
Foi eleita a madrinha da campanha, que foi iniciada em julho de 2008.
Inauguração da Brinquedoteca Íris Stefanelli
Em outubro de 2008, Íris foi homenageada, emprestando seu nome à nova Brinquedoteca do CACAU.
Evento de Natal do Instituto Cristóvão Colombo, São Paulo
Participou da festa de Natal de 2008 da instituição beneficente.
Campanha contra a poliomielite/2009
Íris foi convidada pelo Ministério da Saúde para participar da campanha por ter grande apelo popular. Essa participação na Campanha Nacional de Vacinação Infantil foi voluntária.
I Painel de Experts em Enurese Noturna e Distúrbios da Micção em Crianças da CACAU
Em setembro de 2009, no simpósio do CACAU, ressaltou a importância do engajamento em causas sociais e manifestou a honra e a satisfação em poder levar alegria e apoio às crianças atendidas pela instituição.
Membro do Conselho Consultivo do CACAU
A partir de março de 2010, Íris, além de madrinha, passou a ser membro integrante do Conselho Consultivo do CACAU.
Sertanejo do Bem 2010
Em abril de 2010, participou da segunda ação do projeto Sertanejo do Bem, promovido pelo Instituto Mundo Jovem, instituição beneficente, sem fins lucrativos, que financia projetos sociais.
Campanha da Pró-Sangue
Íris participou do calendário da Fundação Pró-Sangue, órgão vinculado à Secretaria da Saúde do Estado de São Paulo, em dezembro de 2010. O lançamento do calendário é para homenagear os doadores que vêm dando suporte a quem necessita de transfusão e será distribuído durante o período das festas de final de ano. Essa participação na Campanha da Pró-Sangue foi voluntária.
Campanha RedeTV! – Direito de Viver
Em 2010 e 2011, participou da campanha Direito de Viver da RedeTV!, que teve por objetivo arrecadar fundos para o Hospital de Câncer de Barretos.
Evento do Dia das Crianças do Instituto Cristóvão Colombo, São Paulo
Participou da festa do Dia das Crianças de 2011 da instituição beneficente.
Inauguração da nova Casa de Apoio do CACAU
Em outubro de 2012, participou do evento de inauguração da nova Casa de Apoio do CACAU.
Projeto em prol da ABRALE
Em novembro de 2012, Íris foi uma das madrinhas da festa beneficente em prol dos 10 anos da ABRALE (Associação Brasileira de Linfoma e Leucemia).
Natal do Bem
Prestigiou o evento beneficente Natal do Bem em 2009, 2011 e 2013, organizado pelo LIDE (Grupo de Líderes Empresariais). O evento tem como meta contribuir para entidades reconhecidas que desenvolvem projetos com cunho social.

## Prêmios e indicações
Dentre os prêmios que foram conquistados em sua carreira, está o Troféu Imprensa & Troféu Internet, prêmio anual que destaca os melhores da televisão, e o troféu Troféu Super Cap de Ouro, considerado o "Oscar brasileiro", premiação essa que é dada para os profissionais de diversos setores que se destacaram no ano anterior.

## Projetos paralelos
Perfume
Em julho de 2011, Íris lançou seu primeiro perfume Íris Stefanelli em parceria com a Ares Perfumes, empresa brasileira especializada em perfumaria fina. O frasco contém 50 ml e a essência é o reflexo perfeito da personalidade da Íris: carismática, envolvente e cheia de energia.
É um perfume Oriental Floral com notas brilhantes de chá. O frescor é cítrico vindo da bergamota, que traz as notas de corpo com mistura de flores, orquídea, frésia, jasmim, rosa, violeta e com destaque para a flor de íris. Para divulgação e lançamento do perfume, foi produzido um comercial, com a participação da Íris e do diretor da Ares Perfumes, Ivan de Martins, descrevendo as características do produto.
Cereser

"Íris está associada à imagem de uma pessoa de caráter, batalhadora, vitoriosa, que melhor representa celebrações e alegria."

— José Fontelles, diretor comercial da Cereser.
Em dezembro de 2010, Íris assinou contrato com a empresa Cereser, indústria de bebidas brasileiras, para estrelar a campanha da família Sidra Cereser e aparecendo em várias estações de televisão brasileira. Em maio de 2011, como estrela da campanha, Íris foi convidada especialmente para a comemoração dos 85 anos da Cereser.
Em 2012, Íris estrela a campanha "Feliz Natal, Feliz Cereser" da Sidra Cereser, que tem como carro-chefe um filme para TV de 30 segundos, que destaca o clima alegre de confraternização, típico da noite de Natal. Além do filme, Íris aparece em peças publicitárias, materiais para ponto de venda e divulgação na internet.
Rivoli
Em 2007 e 2008, Íris foi a garota-propaganda do grupo alimentício Rivoli, empresa de comercialização de azeitonas, azeite de oliva e tantas outras conservas, aparecendo em campanha completa, com veiculação de filme (jingle de 30 segundos) em TV aberta e canais por assinatura, anúncios em revista, mobiliário urbano, táxis e ônibus. Segundo a empresa, as vendas da Rivoli aumentaram em 27% depois que Íris virou garota-propaganda da marca. Em maio de 2013, Íris participou do stand da Rivoli na Feira da APAS (Associação Paulista dos Supermercados).
Esmaltes
Em 2007, a Impala Cosméticos lançou no mercado a linha de esmaltes inspirada no carisma e na figura de Íris Stefanelli, com 23 tonalidades que atendem momentos distintos na vida de uma mulher – de guerreira e envolvente a uma mulher apaixonada. Segundo Victor Munhoz, gerente de marketing da Impala Cosméticos, a linha Íris é equilibrada, com 10 cores cremosas, dez tons perolados e dois glitters com cobertura. Tem rosas intensos, cores escuras (queimados), o rosa vivo intenso, cujo nome é o apelido de Íris – "Siri". Tentaram equilibrar entre cores que resgatam cores básicas do outono-inverno e tons para a primavera-verão, com cores tradicionais como rosas claros e brancos, que até são mais femininos, como a própria Íris.
Sandálias
A Grendha, marca da Grendene, empresa nacional de calçados, lançou em maio de 2007 uma linha de produtos inspirada em Íris Stefanelli – GRENDHA IRIS SHINE AD e GRENDHA IRIS II AD. Em agosto do mesmo ano, Íris assinou mais um modelo Grendha – GRENDHA IRIS SHINE INF.